# Sunicas
Sunicas (em grego: Σουνίκας) foi um huno que serviu ao exército bizantino durante a Guerra Ibérica contra o Império Sassânida do xainxá Cavades I, no início do reinado do imperador Justiniano (r. 527–565). Participou em importantes confrontos do período como a Batalha de Dara, então uma vitória bizantina decisiva, e a Batalha de Calínico, na qual o exército imperial foi derrotado e obrigado a fugir.

## Etimologia
A etimologia de seu nome é controversa. Foi proposto que pode ter origem iraniana ou turcomana. A forma reconstruída *Sunika pode ser igualmente hipocorístico de Suniericus, Sunhivadus e nomes germânicos similares, bem como pode ser *Sunikan.

## Biografia

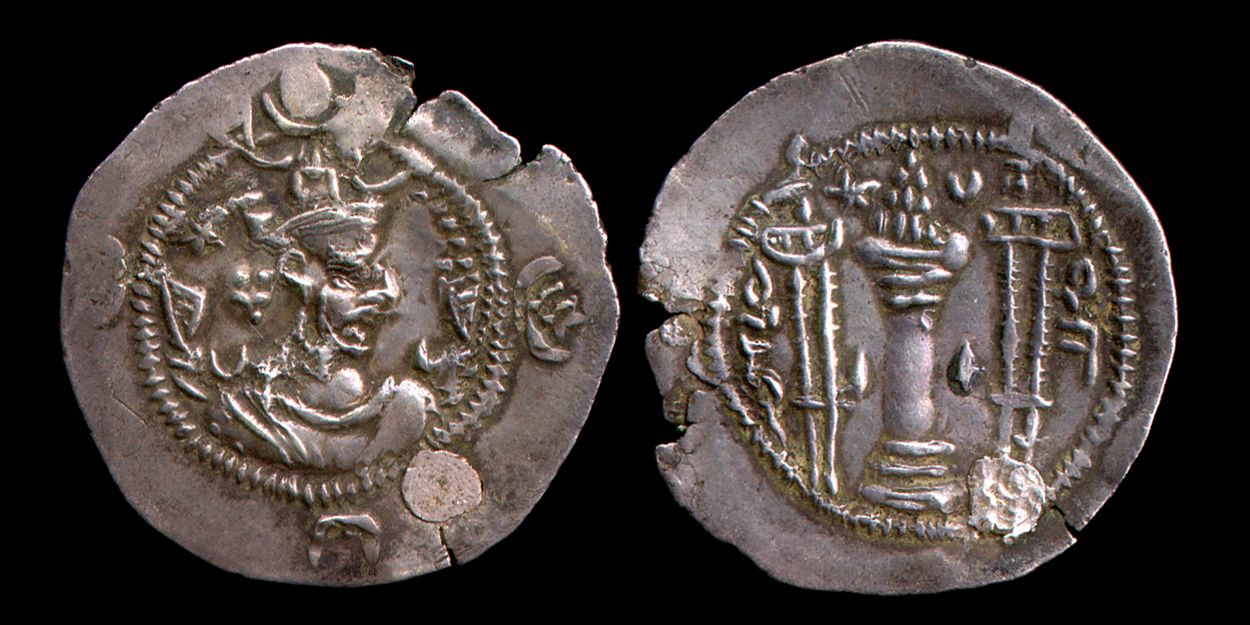
Dracma de (r. 488–496; 499–531)

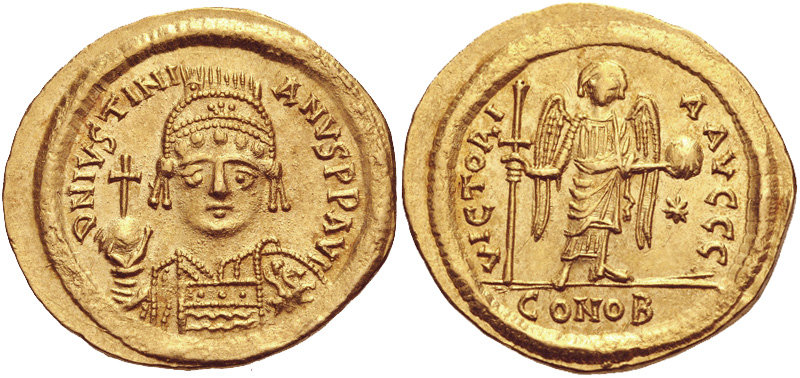
Soldo de Justiniano r.

Segundo Zacarias Retórico, Sunicas era um huno que fugiu ao Império Bizantino, onde foi batizado. Por 527, era um dos oficiais na fortaleza de Dara, na Mesopotâmia, junto com Símas, e defendeu-a contra os ataques sassânidas. Em 530, aparece como duque, embora não seja claro se ocupou o comando territorial do duque da Mesopotâmia ou se apenas recebeu o título. Nesta capacidade, participou na grande vitória bizantina na Batalha de Dara, em junho de 530, onde, junto com Aigã, comandou uma unidade de 600 cavaleiros hunos estacionados no flanco bizantino esquerdo. Durante a batalha, os hunos de Sunicas repeliram o ataque persa na esquerda bizantina e foram enviados pelo general Belisário para reforçar o flanco direito ameaçado. Lá, Sunicas matou o segundo-no-comando persa, Baresmanas, bem como seu porta-estandarte, causando pânico entre os persas e consolidando a vitória.
No ano seguinte, serviu novamente sob Belisário em sua nova campanha contra o Império Sassânida. Por iniciativa própria, liderou uma força na parte traseira persa, onde capturou muitos persas e seus aliados árabes. Matou alguns deles e capturou outros para interrogatório. No entanto, como havia agido sem ordens, Belisário o repreendeu severamente, e apenas através da mediação do cocomandante Hermógenes os dois se reconciliaram. Na Batalha de Calínico (19 de abril de 531), Sunicas e Simas foram colocados no comando do flanco esquerdo. Embora tenha repelido sucessivos ataques persas, o restante do exército foi derrotado e forçado a se retirar. Sunicas e seus homens, a maioria de infantaria, no entanto, continuaram a lutar, impedindo que os persas perseguissem os bizantinos derrotados. Nada mais se sabe sobre ele depois disso.